# پرواله
پرواله (به ایتالیایی: Prevalle) یک کومونه در ایتالیا است که در استان برشا واقع شده‌است. پرواله ۹٫۸۶ کیلومتر مربع مساحت و ۷٬۰۲۰ نفر جمعیت دارد و ۱۸۰ متر بالاتر از سطح دریا واقع شده‌است.